# Sabine Frambach
Sabine Frambach (* 1975) ist eine deutsche Schriftstellerin, die seit 2012 vor allem mit Kurzgeschichten in zahlreichen deutschsprachigen Anthologien zu unterschiedlichen belletristischen Genres in Erscheinung getreten ist.

## Leben
Nach einem Studium der Sozialpädagogik im niederländischen Nijmegen machte sie eine Weiterbildung in Kaiserslautern. Daneben begann sie das Schreiben. Sie ist in zahlreichen Anthologien in verschiedenen Genres vertreten, u. a. mit Kurzkrimis, Horror und Fantasy-Geschichten. Sie hat inzwischen zahlreiche Preise erhalten, zum Beispiel 2016 den 3. Preis beim Moerser Literaturpreis, 2017 den 1. Preis bei der ersten Preisausschreibung des Tambach-Dietharzer Wunderwasser-Krimipreises, in den Jahren 2017/2018 errang sie den 4. Platz bei der Storyolympiade. Frambach ist verheiratet und lebt in Mönchengladbach.

## Beiträge in folgenden Anthologien (Auswahl)
- Vampire Cocktail – Geschichten aus der Vampirwelt, Art Skript Phantastik Verlag, 2012, ISBN 978-3-9815092-5-0.
- Gesänge aus Dunklen Zeiten: Phantastische Geschichten des Mittelalters, Burgenwelt Verlag, 2013, ISBN 978-3-943531-07-7.
- Harte Bandagen: Die Mumien-Anthologie, p.machinery (Michael Haitel), 2015, ISBN 978-3-95765-035-1.
- Verbotene Bücher: Auf den Spuren H. P. Lovecrafts, Verlag Torsten Low, 2015, ISBN 978-3-940036-34-6.
- Wenn alte Wellen singen: Wassergeschichten aus dem Mittelalter, Burgenwelt Verlag, 2016, ISBN 978-3-943531-41-1.
- Andere Liebe. Ein Kopfkissenbuch: Short Storys, Autorenhaus Verlag GmbH, 2016, ISBN 978-3-86671-136-5.
- Gnomide in Phrasenwäldern: Texte der Gewinnerinnen und Gewinner des 5. Landschreiber Literaturpreises „Sprache und Elemente“, Geheimsprachen Verlag, 2018, ISBN 978-3-947218-05-9.
- Tannenduft und Totenglocken: Historische Schwarzwald-Krimis, Wellhöfer Verlag, 2016, ISBN 978-3-95428-216-6.
- Schrecken der Vergangenheit, p.machinery (Michael Haitel), 2017, ISBN 978-3-95765-080-1.
- Martin Luther: Aus dem Leben einer Legende, Burgenwelt Verlag, 2017, ISBN 978-3-943531-65-7.
- Tambach-Dietharzer Wunderwasser-Krimis, Verlag Tasten & Typen; 2017, ISBN 978-3-945605-17-2.
- Ziegelsteiner Auslese, Adakia Verlag, 2018, ISBN 978-3-941935-43-3.
- Kling Glöckchen, klingelingeling, Edition Karo, 2019, ISBN 978-3-945961-13-1.
- Sabine Frambach & Kai Focke (Hrsg.): Staubkornfee trifft Ich-Maschine – 55 fantastische Kurzgeschichten, p.machinery, 2021, ISBN 978-3-95765-247-8.
- Sabine Frambach & Kai Focke (Hrsg.): Türe, Tore & Portale – 55 fantastische Kurzgeschichten, p.machinery, 2022, ISBN 978-3-95765-289-8.
- Düsseldorf, 14 Kurzgeschichten, story.one Thalia, 2024, ISBN 978-3-7115-2235-1.

## Auszeichnungen (Auswahl)
- 2016: Moerser Literaturpreis 3. Preis
- 2019: Moerser Literaturpreis 1. Preis
- 2019: KaroKrimiPreis (für den Weihnachtskrimi mit dem schönsten Münchner Weihnachtsflair)
- 2020: Bad Godesberger Literaturpreis[3]